# Kossics József

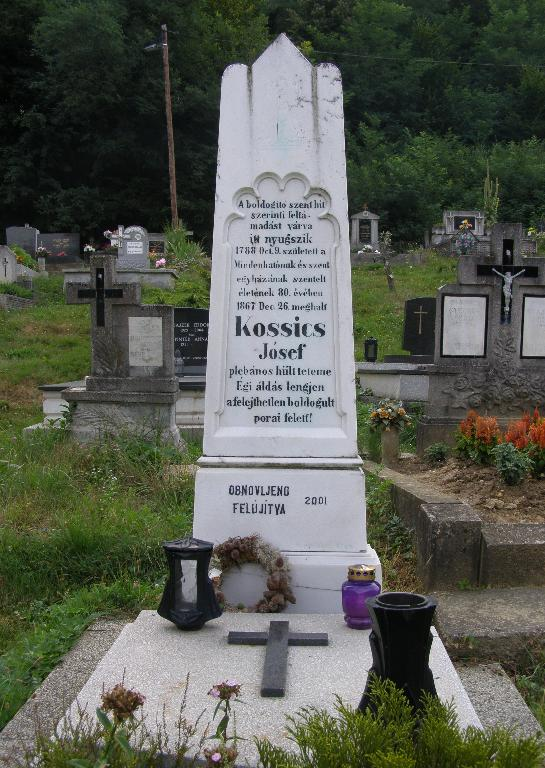
Kossics József 2001-ben felújított sírja a felsőszölnöki temetőben

Kossics József szlovénul: Jožef Košič, az 1981-es Magyar életrajzi lexikonban nevét Kossits formában írják (Bagonya, 1788. október 9. – Felsőszölnök, 1867. december 26.) plébános, etnográfus, író, nyelvész, költő és történész volt egy személyben. Az első szlovén nyelvű tájmonográfia szerzője, amely műve pontosabban a szlovén egy nyelvjárásában, vendül szól.
Kossics horvát származású volt. Sokáig őt gondolták az első magyar nyelvű tájmonográfia megalkotójának, valójában ezt kortársa, Nemesnépi Zakál György néhány évvel korábban már megcselekedte.
Kossics Felsőszölnök és a szlovén jobbágyok érdekében is sokat cselekedett.

## Élete és munkássága

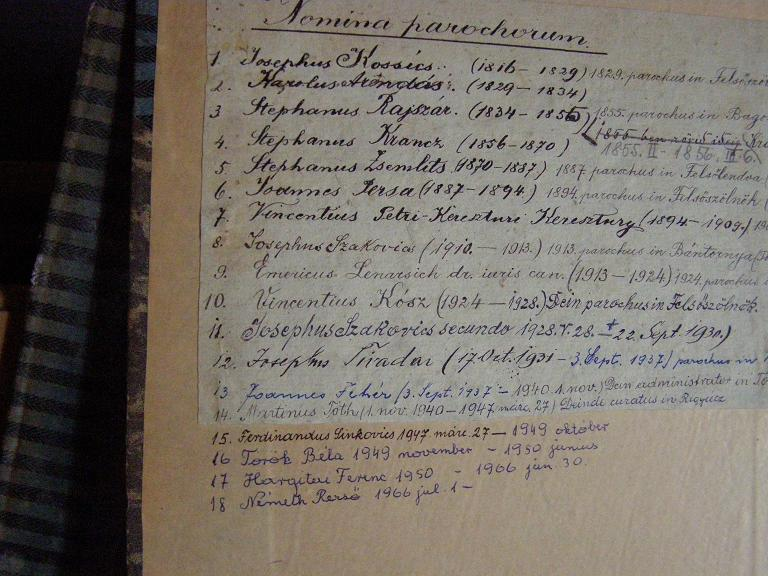
Kossics József neve Alsószölnök papjainak névsorában.

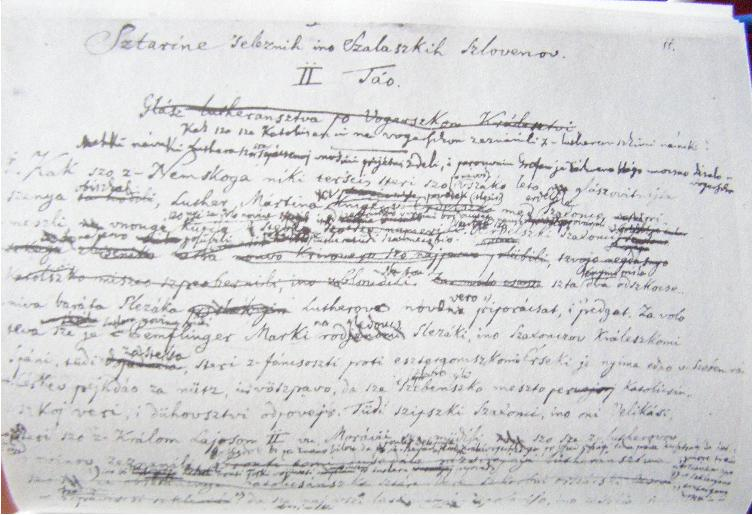
Kéziratban fennmaradt A vas és zala megyei szlovénok régiségei.

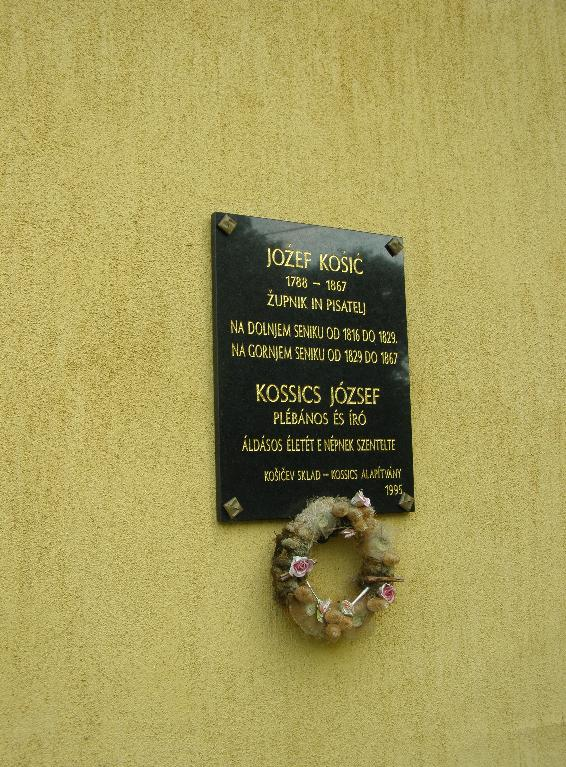
Kossics emléktáblája a felsőszölnöki Keresztelő Szent János templom falán.

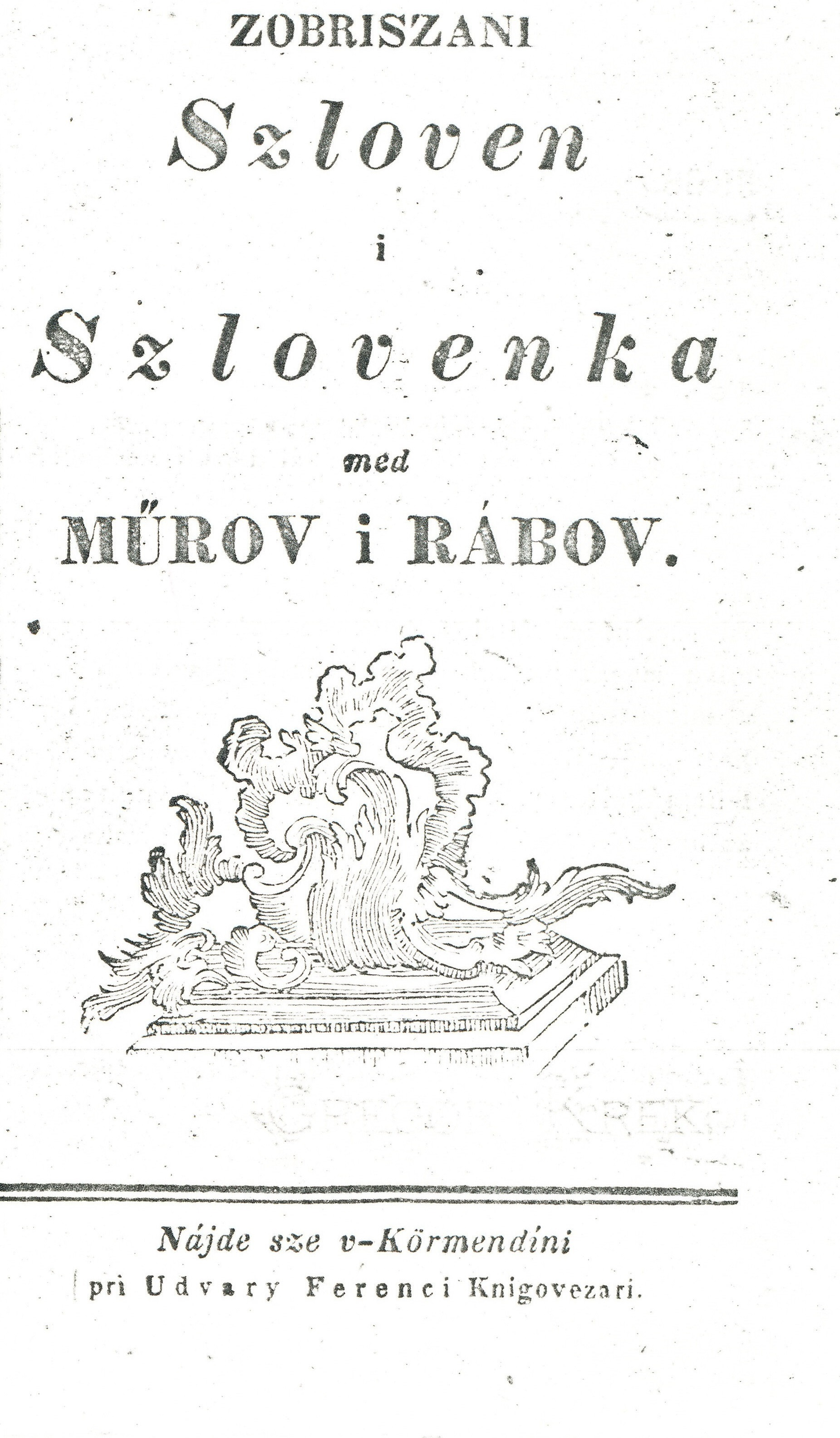
Művelt szlovén férfi és nő a Mura és a Rába között (1845-48). Megjelent Körmenden, Udvary Ferenc kiadásában.

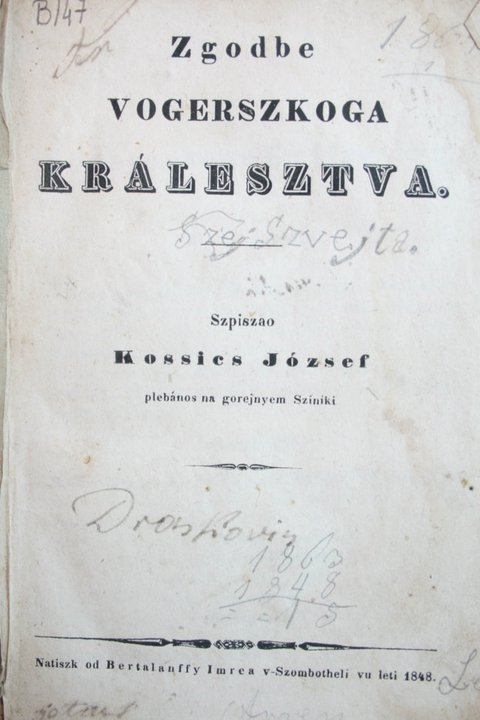
A Magyar Királyság története (1848). Megjelent Szombathelyen, Bertalanffy Imre kiadásában.

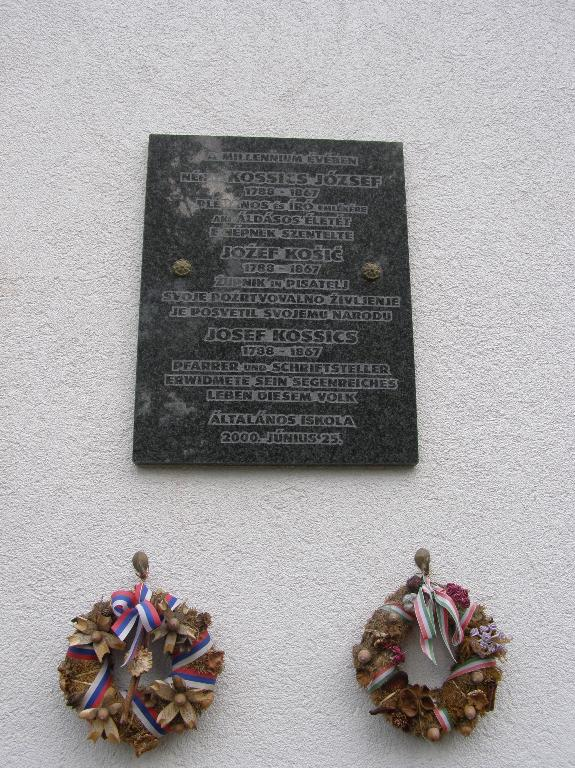
Kossics emléktáblája a róla elnevezett általános iskola falán.

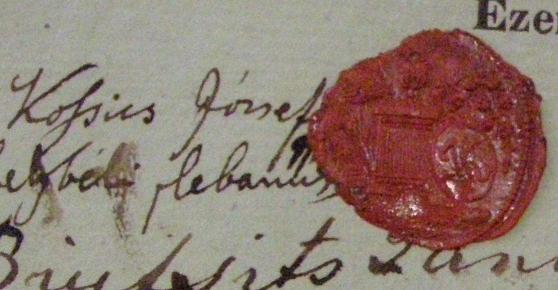
Kossics pecsétje.

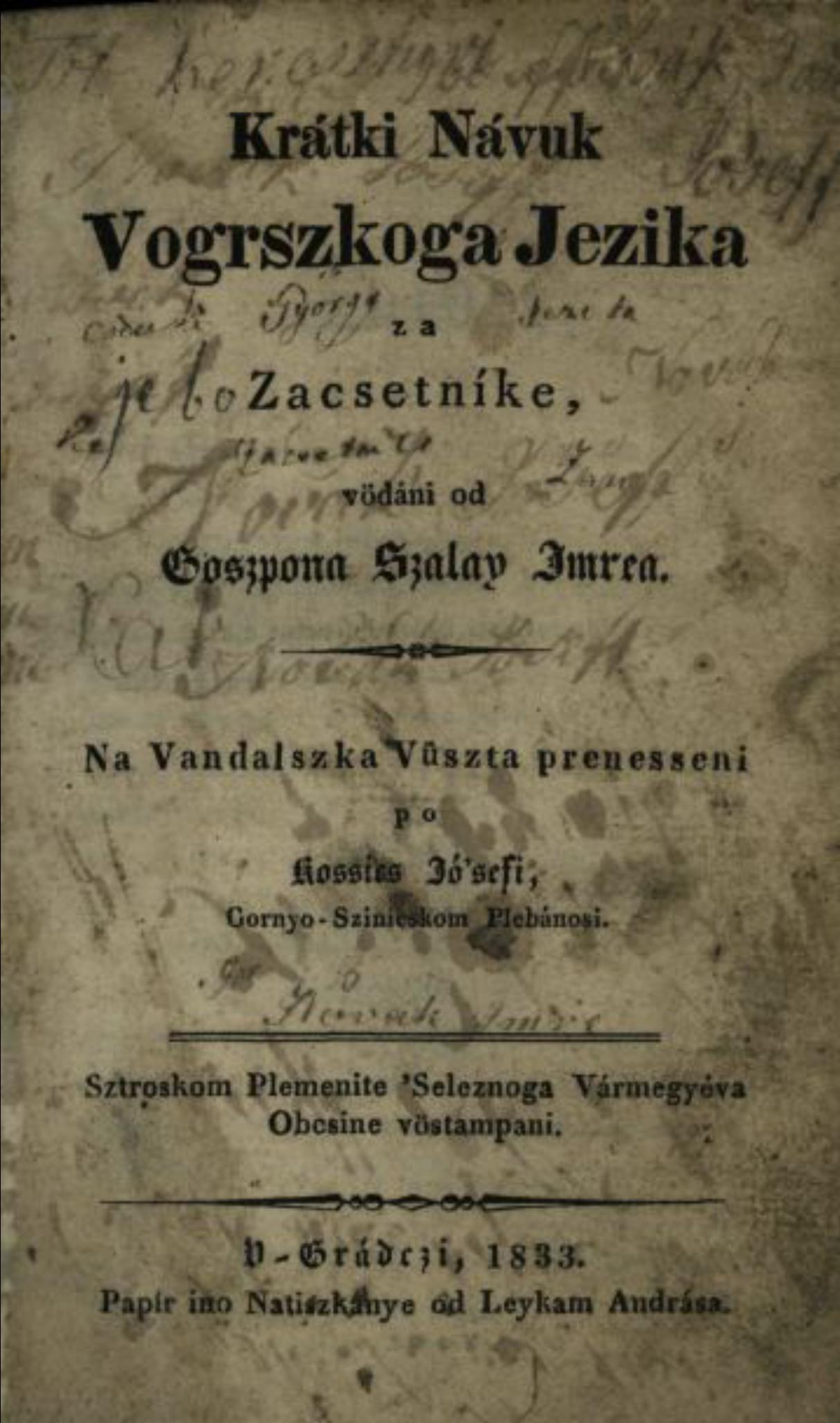
Kis magyar nyelvtan (1833) Megjelent Grazban Leyka András kiadásában.

### Tótsági évek
Édesapja id. Kossics József tanítómester volt. Feltehetőleg 1780 körül települt át a horvátországi Varasdról a történeti muramenti Tótságba (Muraszombat és Szentgotthárd körzete) testvérével Marjannával, családnevük valószínűleg helyesen Kosić, mivel Horvátországban ezt a nevet így írják. Egy Muraszombattól északra fekvő faluba, Bagonyára (ma Bogojina, Szlovénia) költöztek. A község története régi időkre nyúlik vissza, a 13. században említik először. A férfi itt vállalt tanári állást, s 1785-ben vette feleségül Kregár Annát, aki a Bagonya mellőli Iváncról, a későbbi Zalaivándról (ma Ivanci) való volt, s családja kisnemesi eredetű volt. A családnak négy fia született. Az ifjabbik József a másodikként jött a világra. Első testvére Ferenc, míg két öccse Pável és Iván ikrek voltak.
A fiú papi pályára készült bátyjával, Ferenccel együtt. Kőszegen és Szombathelyen tanultak mindketten. József nyaranta Belatincon (ma Beltinci, Szlovénia) töltötte idejét egy Ivanóczy Ádám nevű magyar esperes-plébánosnál, aki kiválóan tudott vendül és támogatta ezt a nyelvet. Az ifjú papnövendék ekkor próbálkozott meg versírással. Egyik korai versét, Ivanóczyhoz írta, s 1813-ban nyomtatásban jelent meg Szombathelyen. Lírai alkotásai a kései klasszicizmushoz sorolhatók, bár annyira nem jelentősek a magyar, vagy a szlovén irodalomban, mindinkább irodalomtörténeti érdekességek, azonban nem elhanyagolható művésziességük.
1811-ben szentelték pappá Kossicsot Szombathelyen. Egyházi pályafutása kápláni munkával indult. 1816-ig a muratáji falvak helyettesített római katolikus plébániákon, amelyek ma Szlovéniához tartoznak. Ezek voltak Bántornya (ma Turnišče), Felsőlendva (ma Grad), Muraszombat, Vízlendva (ma Sveti Jurij) és Szarvaslak (ma Rogašovci).
1816-ban egy új egyházközséget hoztak létre Szentgotthárd mellett, egy Rábaparti községben, Alsószölnökön. Ennek lakossága elég vegyes ma is, jobbára szlovénok és németek lakják, kis hányada magyar nemzetiségű. Mielőtt a templom felépült volt, addig az alsószölnökiek rábaszentmártoni (ma Sankt Martin and der Raab, Ausztria) plébániához tartoztak egyházilag. Kossics volt a község első papja és 13 évig vezette a plébániát.
Kossics ekkor kezdett tudományos művek írásába. Még alsószölnöki évei alatt fogott bele alapvető alkotása a Magyar Országi Vendus-Tótok írásába, ami 1828-ig három nyelven (német, vend, magyar) készült el.

### Papi szolgálat Felsőszölnökön
1829 júniusában Kossicsot áthelyezték Felsőszölnökre, ahol már a 17. század óta állt templom. A falu 1848-ban 1113 lakost számlált, amelyből hárman voltak evangélikus vallásúak.
Az egyházközség meglehetősen nagy kiterjedésű volt. Hozzá tartoztak a ma már a határ másik oldalára eső települések is, úgymint Türke (Trdkova), Martinya (Martinje, e kettő egyesítéséből lett Magasfok), Csöpincz (Kerkafő) (Čepinci) és Markócz (Márokrét) (Markovci). Utóbbi község korábban Istvánfalva része volt, majd 1841-ben felépítették a Szűz Mária templomot. Csöpincz a fiókegyháza volt az 1848. évi Egyházak, lelkészek, és jövedelmeik összeírása címet viselő dokumentum szerint, amelyhez 897 hívő tartozott ide, míg 1658 a felsőszölnöki anyaegyházhoz. Kegyuruk gróf Batthyány József volt.
Szölnökön az egyházi földek kiterjedése 20 hold szántó, 6 hold rét, 1/8 hold kert és 2 hold szőlő volt. A fiókegyház birtokai: 7 hold szántó, 1/4 hold rét, valamint ugyanennyi kert és szőlő. Ezek által termelt jövedelme a papnak 103 forintot és 36 krajcárt tett ki. Továbbiakban a hívek szolgáltatásaiból is nyert jövedelmet. Az anyaegyházi földek ellenben elég terméketlenek voltak, s a szőlőket Kossics maga műveltette, amiért 30 vödör mustot és 30 krajcár hegyvámot kellett, hogy fizessen. A földeket a markóczi és csöpinczi hívek művelték, s az ottani szőlők haszonbérbe voltak adva.
Mivel a terület, amelyet Kossics ellátott, elég nagy és népes volt, s Felsőszölnökig másfél órás gyalogút volt, ezért 1848-ban már igényelt káplánt, de csak 1863-ban, halála előtt négy évvel kapott.
Kossics sokat vadászott a környékbeli erdőkben. Volt egy hűséges kutyája, aki még halála után is kiakarta ásni gazdáját a sírból, annyira szerette. Felsőszölnök és az egyházközség többi településének lakói előtt mélységes tiszteletnek és megbecsülésnek örvendett közvetlensége és segítőkészsége révén. A falvak ügyeit is segédkezett intéztetni és a területeket fejleszteni.
1837-ben bíróság elé állították becsületsértés vádjával. Az eset úgy történt, hogy a plébános Skvorcz János szölnöki iskolamestert védelmezte, mivel az megütött egy embert, aki állandóan zaklatta. Az iskolamestert őrizetbe vették, és emellett „egy kisebb adóssága” címén meg is lopták. Kossics törvénytelennek minősítette az eljárást. Skvorcz állítását kitalációnak nyilvánították, de semmilyen büntetőeljárást nem indítottak ellene, viszont Kossicsnak bíróság elé kellett állnia. 8 évi pereskedés után 1845. január 14-én felmentették. A per célja nehezen tisztázható, bár lehetséges az etnikai indíttatás is, főleg miután javában élt az országban a nacionalizmus mind a magyarok, mind a nemzetiségek részéről.
1848-ban lehetőség nyílt volna, a kerület nemzetiségi többségét (vend és német) figyelembe véve, anyanyelvi istentiszteletekre és hitoktatásra. Erről a szentgotthárdi esperességi kerület Gyanafalván (ma Jennersdorf, Ausztria) tartott gyűlésén határozat is született, melyhez Kossics mindenképp segédkezett is volna. Erre azonban a szabadságharc kezdete miatt, majd pedig a háború utáni germanizációs törekvések, illetve a kiegyezést követő (olykor erőszakos) magyarosítások miatt végül nem került sor.

### Alkotások és kutatások
Kossics József felvilágosult szellemű, nagyon művelt, amellett sportos, erős testalkatú és jó fizikumú ember volt kortársai leírása alapján. Egyik évben, mikor az egyik szolgálója megtámadta, hogy kirabolhassa, a lassan hetvenes éveit taposó férfiú a támadóját leteperte, elvette a kezében levő puskaszuronyt és elfogta. Előfizetett magyar, szlovén és német nyelvű tudományos és irodalmi folyóiratokra, s gazdag könyvtárral rendelkezett. Publikált a Vörösmarty Mihály szerkesztette Tudományos Gyűjteményben, aminek rendszeres előfizetője volt (a költővel is kapcsolatban állt).
Széles körű levelezéseket folytatott a korabeli magyar és szlovén értelmiséggel, ez utóbbi tekintetében a szintén katolikus pap Oroslav Caffal, aki nyelvész és költő is volt. Írt verseket, néprajzi, történeti és vallási tárgyú műveket. 1851-ben fordított le egy német nyelvű imakönyvet, ami életében két kiadást élt meg. A helyi katolikus híveknek Küzmics Miklós plébánosnak vend nyelvű vallásos tartalmú műveit ajánlotta, ezek közül egy imakönyvet egy keresztútról szóló melléklettel maga bővített.
A szlovén kisebbségnek a magyar nyelvtanuláshoz írta Kis magyar nyelvtan (1833) c. könyvét, amellyel minden ellenkező véleménnyel szemben nem magyarosítani akart, hanem a gyér magyarországi szlovén értelmiségi réteget kívánta gyarapítani, mondván: így „lehetnek (a szlovének) hajdúk, bírók, szolgák” ugyanis anyanyelvükkel „nem lehetnek sem okosak, sem gazdagok” ebben a Bábelhez hasonlító soknemzetiségű Magyarországon. A könyv vend nyelvjárásban szóló nyelvészeti terminológiáját Kossics alkotta meg.
A magyarországi szlovénekről szóló műve a Magyar Országi Vendus-Tótokról (1824-1828). A művének először névtelenül jelent meg a bécsi Magyar Kurirban, Csaplovics János szerkesztésében. Másodszor a Tudományos Gyűjtemény közölte immár a szerző nevével. A mű német fordítása is megjelent, de szintén névtelenül. Szlovén változatát csak 1992-ben adták ki. Habár nem a legelső magyar tájmonográfia, de a legelső néprajzi szaktanulmányok között van.
Kossics az aki először „szlovén” névvel illeti ezt a nemzetiséget, bár az ókori vandálok leszármazottjainak véli. Korábban a 18. század végi tótsági papi értelmiség a „windisch-vend” szóra alapozva vezette vissza a vendek őseit a vandálokig.
A Magyar Országi Vendus-Tótokban közli a lakosság lélekszámát, leírja házaikat, azok külsejét, berendezését, az embereket, kinézetüket, egészségi állapotát, gasztronómiáját, természetét, vallását, művelődését stb. Komolyan foglalkozik az alulképzettségről, a rossz egészségügyi viszonyokról és egyéb szociális problémáikról. Külön részt szentel a vendus népnév eredetével. „Azóta anyanyelvén szlovin maradt e nemzet pór része, de ugyan annak megkülönböztet része állandóan Vandalus nevezettel illeti és mondja a maga földit.” Igaz helytelenül ítélte meg a származásukat, de kutatásaiból és ismereteiből indul ki kortársa Bitnitz Lajos magyar tudós, aki igazolta ezen etnikum szlovén származását.
Kossics leírja a magyarországi szlovének történetét és kultúráját két könyvben. Lelkes híve és támogatója volt a kulturális, társadalmi és gazdasági fejlődésnek, ehhez írt verseket is, egyik A Pesti Magyar Színház megnyitására (1837), amelynek vend fordítását is maga tette közzé.
A művelt szlovén férfi és nő a Mura és a Rába között című munkája mind közül a legérdekesebb. Kossics ezt tanítókönyvként írta lelkészeknek és kántortanítóknak. A könyvből a vasárnapi iskolákban oktattak, továbbá elsősorban azoknak akik állami iskolákba nem tudtak járni.
Utolsó műve szintén tankönyv, méghozzá történelmi: A magyar királyság története. Fejezetei az uralkodók szerint vannak felosztva, s Vas, valamint Zala vármegye területén levő szlovén településekkel kapcsolatos eseményeket említ. A vasi és zalai szlovének régisége kéziratban maradt fenn tudományos ismeretterjesztő munka, s egyes községekkel kapcsolatban számos eseményt örökít meg. A fő téma a reformáció, rekatolizáció, a török dúlás és egyéb harcok.

## Kossics József jelentősége
Kossics nagyon sokat tett Felsőszölnök község és a szlovénség fejlődéséért. 1832-ben az ő papsága alatt újították meg a templom orgonáit. Sőt 1866-ban tanúként szerepelt a falu úrbéri ügyeinek képviseletében.
Figyelemre méltó szépirodalmi munkássága, de nem annyira meghatározó akár a magyar, akár a szlovén irodalomban.
A vend nyelvjárás megörökítésében és ápolásában is nagy szerepe volt. Vend nyelvű vallásos tartalmú művei fontos szerepet játszhatnak a magyarországi szlovénség nemzettudatának és nyelvének megőrzésében, s használják is a vidéken, de tényleges alkalmazásának gátat vett a jelenkori ifjúságból való vallásos és nemzeti érzület hiánya.

## Emlékezete
Emlékét a felsőszölnöki Keresztelő Szent János templom falán tábla, a temetőben felújított sírja és a róla elnevezett felsőszölnöki általános iskola őrzi. Munkásságának és kutatásának népszerűsítésével s budapesti Kossics Alapítvány foglalkozik.

## Művei
- Magyar Országi Vendus-Tótókról (O Vendskih-Totih na Ogrskem, 1824-1828)
- Kis magyar nyelvtan (Krátki Návuk Vogrskoga Jezika za Začetnike, 1833)
- Keresztút XIV. stációval (Križna paut na XIV. štacie ali postojališča, 1843)
- A művelt szlovén férfi és nő a Mura és a Rába között (Zborisani Sloven in Slovenka med Műrov in Rábov, 1845-1848)
- A Vas és Zala megyei szlovének régiségei (Starine železnih ino Salaskih Slovencov, 1845)
- A magyar királyság története (Zgodbe vogerskoga kralestva, 1848)
- Jézushoz kívánkozom (Jezuš moje poželenje, 1851)